# 亞納奧爾霍山 (庫米爾庫查湖)
13°39′16″S 70°45′17″W / 13.65444°S 70.75472°W
亞納奧爾霍山（Yana Urqu），是秘魯的山峰，位於該國南部庫斯科大區，由基斯皮坎奇省的馬爾卡帕塔區負責管轄，屬於安地斯山脈的一部分，海拔高度約4,800米。